# Sadournin
Sadournin település Franciaországban, Hautes-Pyrénées megyében. Lakosainak száma 196 fő (2022. január 1.). Sadournin Duffort, Fontrailles, Guizerix, Puntous, Puydarrieux és Trie-sur-Baïse községekkel határos.

## Népesség
A település népessége az elmúlt években az alábbi módon változott:
| Lakosok száma | 179  | 177  | 186  | 183  | 188  | 193  | 196  | 195  | 196  |
|               | 2013 | 2015 | 2016 | 2017 | 2018 | 2019 | 2020 | 2021 | 2022 |